# 小林良典

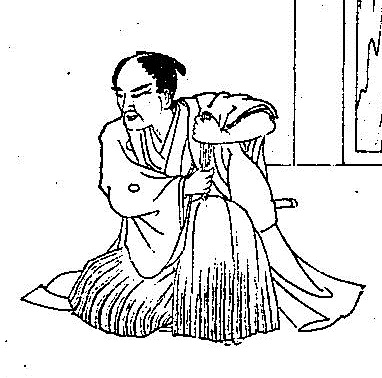
小林民部大輔（『高名像伝 : 近世遺勲. 天』）

小林 良典（こばやし よしすけ、文化5年3月28日（1808年4月23日） - 安政6年11月19日（1859年12月12日））は、幕末の地下人。小林元次の長男、母は小森頼望の娘・叙子。
鷹司家の諸大夫。正四位下民部権大輔と筑前守を兼ねた。
尊皇の志篤く、青蓮院宮尊融法親王や近衛忠熙、三条実万らと交流する一方で、日下部伊三治・橋本左内ら志士たちとも接点を持ち国事に奔走した。将軍継嗣問題や水戸藩への密勅降下では主家鷹司政通を説いて攘夷派の重鎮へと転換させた。また一橋派に属して政通・輔煕父子を補佐する。しかし安政5年（1858年）安政の大獄に連座して江戸に捕えられる。翌安政6年（1859年）水戸・福井藩を密勅降下のために入京させたとして遠島刑となる。後に肥後人吉藩預かりに減刑されるも、江戸に獄中で病没した。享年52。
墓所は東京都世田谷区の松蔭神社。そのほか、京都府京都市の京都霊山護国神社や長徳寺にも墓石が建つ。